# Devínska Nová Ves
Devínska Nová Ves (Hongaars:Dévényújfalu) is een stadsdeel van Bratislava en maakt deel uit van het district Bratislava IV.
Devínska Nová Ves telt 17077 inwoners.

## Geschiedenis
In 1465 wordt de plaats voor het eerst genoemd in geschriften. In de jaren '20 van de twintigste eeuw wordt een oude begraafplaats uit de bronstijd ontdekt. Tijdens de volkstelling van 1910 vormen de Kroaten de grootste bevolkingsgroep in het dorp gevolgd door de Slowaken en de Hongaren.
In 1972 verliest de gemeente haar zelfstandigheid en wordt opgeslokt door Bratislava.
Districten: Bratislava I · Bratislava II · Bratislava III · Bratislava IV · Bratislava V

Stadsdelen: Čunovo · Devín · Devínska Nová Ves · Dúbravka · Jarovce · Karlova Ves · Lamač · Nové Mesto · Petržalka · Podunajské Biskupice · Rača · Rusovce · Ružinov · Staré Mesto · Vajnory · Vrakuňa · Záhorská Bystrica